# تیری میسان
تیری میسان (۱۹۵۷-) یک پژوهشگر، نویسنده و منتقد فرانسوی است. میسان پژوهش‌های زیادی روی گروه‌های دست راستی تندرو انجام داده که گاهی این پژوهش‌ها به اعمال سیاست‌های سخت گیرانه نسبت به این گروه‌ها منجر شده‌است. همچنین، کتاب او به نام دروغ بزرگ در مورد حوادث این روز تشکیک‌هایی را مطرح کرده که مورد توجه برخی منتقدان قرار گرفته‌است این کتاب جزو اولین افشاگری‌ها در مورد یازده سپتامبر بوده‌است حتی پیش از اظهار نظر اکثرامریکایی‌ها . میسان مدتی پس از زندگی در فرانسه و ایران، به سوریه رفته و در آنجا برای یک روزنامه روسی خبرنگاری می‌کند.

## فعالیت‌ها
تیری میسان در سال ۱۹۹۴ شبکهٔ بین‌المللی ولتر را تأسیس کرد و همچنین پروژهٔ اورنیکار را به راه انداخت که هم‌اکنون نیز خودش مدیریت آن‌ها را بر عهده دارد.

## سفر به ایران
میسان که فعال حقوق همجنس گرایان است در مصاحبه با مجله اختصاصی تصریح می‌کند که جنس مخالف هیچ جاذبه‌ای برای او ندارد. او پس از حوادث سال ۱۳۸۸ به ایران سفر کرد و سخنان ضد آمریکایی و ضد جنبش سبز او به شدت مورد توجه رسانه‌ها و محافل اصول گرا قرار گرفت. خبرگزاری‌های فارس نیوز، رجا نیوز، مهر، باشگاه خبرنگاران جوان، مشرق نیوز و دیگر وب سایت‌های اصول گرا، سخنان او را پوشش می‌دادند. میسان شدیدترین حملات را به جنبش سبز کرده و آن‌ها را عوامل غرب و کودتاچی خوانده و ادعا کرده که میر حسین موسوی از سازمان سیا پول گرفته‌است. میسان تنها تحلیل گر خارجی است که حوادث سال ۱۳۸۸ را فتنه ۸۸ می‌خواند. او همچنین به شدت هوادار بشار اسد است و انتخابات اخیر سوریه که بشار اسد را با بیش از ده میلیون رأی برای بار سوم به ریاست جمهوری رساند صدای مردم سوریه خوانده است او جزو اولین فعالان خبری بود که در سوریه حاضر شد و در دمشق ساکن و به تحلیل اخبار پرداخت که البته برای بسیاری از شبکه‌های خبری غربی قابل قبول نبوده و با داستان مورد نظر آن‌ها از سوریه تناقض داشت.
در خرداد ۱۳۹۳ هنگامی که گروه‌های محافظه کار و مذهبی از سخنرانی پروفسور کلی در مشهد جلوگیری کردند محمد مطهری با نوشتن نامه اعتراض‌آمیز به حسین شریعتمداری از استاندارد دوگانه او به شدت انتقاد کرد.